# Stephan Jakob Neher
Stephan Jakob Neher (* 24. Juli 1829 in Ebnat bei Neuler; † 7. Oktober 1902 in Nordhausen) war ein deutscher katholischer Theologe und Kirchenhistoriker.

## Leben
Nach dem Besuch des Gymnasiums studierte Neher Katholische Theologie an der Universität Tübingen. Nach erfolgreichem Abschluss erhielt er am 10. August 1855 die Priesterweihe. 1867 wurde er Pfarrer in Dorfmerkingen, 1879 in Zöbingen und 1896 in Nordhausen bei Unterschneidheim.
Neher war Autor zahlreicher theologisch-statistischer Werke. Von dem großangelegten Handbuch Kirchliche Geographie und Statistik erschien von 1864 bis 1868 die erste Abteilung Die europäischen Kirchenprovinzen in zwei Bänden und von der zweiten Abteilung Die Außereuropäischen Kirchenprovinzen der erste Band Amerika. Für die zweite Auflage des Lexikons Wetzer und Welte’s – Kirchenlexikon oder Encyklopädie der katholischen Theologie und ihrer Hilfswissenschaften, erschienen von 1892 bis 1901, war er mit 232 Artikeln der produktivste Autor. Er schrieb dabei vor allem historisch-statistische Beiträge über außerdeutsche und außereuropäische Kirchenprovinzen. 1895 veröffentlichte er sein Werk Conspectus hierarchiae catholicae toto orbe terrarum. Kirchlich statistische Tabellen über die ganze Katholische Welt. Seiner Heimatdiözese widmete Neher zum 50-jährigen Jubiläum die Festschrift Statistischer Personalkatalog des Bistums Rottenburg, die 1878 erstmals erschien. Eine zweite und dritte Auflage mit beschränkterem Umfang wurde 1884 und 1895 veröffentlicht.

## Veröffentlichungen (Auswahl)
- Altare privilegiatum. Praktische Abhandlung über den Ablaß des privilegierten Altars. Regensburg 1861. (Digitalisat.)
- Kirchliche Geographie und Statistik. Abteilung 1: Die europäischen Kirchenprovinzen. Band 1: Kirchliche Geographie und Statistik von Italien, Spanien, Portugal und Frankreich. Regensburg 1864. (Digitalisat.)
- Kirchliche Geographie und Statistik. Abteilung 1: Die europäischen Kirchenprovinzen. Band 2: Kirchliche Geographie und Statistik von Irland, Großbritannien, Niederlande, Schweiz, Deutschland und den angränzenden Staaten, Rußland, Türkei und Griechenland. Regensburg 1865. (Digitalisat.)
- Kirchliche Geographie und Statistik. Abteilung 2: Die außereuropäischen Kirchenprovinzen. Band 1: Kirchliche Geographie und Statistik von Amerika. Regensburg 1868. (Digitalisat.)
- Die Bination nach ihrer geschichtlichen Entwicklung und nach dem heutigen Recht. Regensburg 1874. (Digitalisat.)
- Statistischer Personal-Katalog des Bisthums Rottenburg. Festschrift zum 50jährigen Jubiläum dieses Bisthums. Schwäbisch Gmünd 1878.
- Der Missionsverein oder das Werk der Glaubensverbreitung, seine Gründung, Organisation und Wirksamkeit. Freiburg im Breisgau 1894.
- Personalkatalog der seit 1813 ordinirten und in der Seelsorge verwendeten Geistlichen des Bisthums Rottenburg. Schwäbisch Gmünd 1894 (Digitalisat.)
- Conspectus hierarchiae catholicae in toto orbe terrarum. Kirchlich-statistische Tabellen über die ganze katholische Welt. Regensburg 1895.